# Bruhesius
Bruhesius (Riethoven bij Valkenswaard, ca. 1513 - Brugge, 1570/71) of Pieter van Bruhesen was arts en auteur van  prognosticaties  of almanakken.

## Levensloop
Pieter van Bruhesen stamde uit een familie die verwant was met de graven van Hoorn. Zijn vader, Udeman van Bruhesen was ofwel arts, ofwel militair. In 1531 werd Pieter ingeschreven in het College De Valk in Leuven. Eerst werd hij magister artium en enkele jaren later doctoreerde hij.
Hij werd de lijfarts van Eleonora van Oostenrijk (1498-1558) en van haar zus Elisabeth van Hongarije (1555-1568). Vanaf 1548 vestigde hij zich in Brugge en werd er geneesheer-pensionaris.

## Prognosticaties
Prognosticaties of voorspellende almanakken kenden hun bloeiperiode vanaf de zestiende eeuw. Bij een breed publiek dat kon lezen, werd de aandacht opgewekt door een gevarieerde inhoud: weersvoorspellingen, voorspellingen over epidemieën, allerhande actualiteiten. De auteurs van de eerste almanakken behoorden vaak tot de medische sector en hadden tijdens hun studies ook kennis gemaakt met astronomie en astrologie. Ze leerden er onder meer dat de stand van de hemellichamen invloed uitoefende op de gezondheid.
Er is vastgesteld dat in de jaren 1540-1570 tot 60 procent van de almanakken door medici werd opgesteld. Er ontstonden problemen toen er verschillende concurrerende almanakken op de markt kwamen, die tegenstrijdige voorspellingen bevatten. De stadsbesturen kwamen in die gevallen tussen, om te beslissen welke almanak degene was die door de artsen en chirurgijnen diende gevolgd te worden. Zo gebeurde ook in Brugge.
Cornelius Schuute, geneesheer van de stad Brugge, gaf al sinds minstens 1535 een almanak uit, toen Bruhesius de zijne in druk gaf. Schuute veegde de vloer aan met de almanak van Bruhesius en begon tegen hem een proces. Hij beweerde hierbij dat Bruhesius zich ten onrechte voor arts uitgaf, dat zijn almanak vol fouten stond en gevaarlijk was voor de volksgezondheid. Hij vroeg dan ook dat die almanak uit de handel zou worden gehaald. De schepenen die hierover moesten oordelen, vonden Schuute niet erg overtuigend en vroegen dat hij zijn beweringen beter zou staven. Daarom schreef hij een Disputatio astrologica et medica contra Petrum Breheezium a Rythoven. Het vervolg toont aan dat hij het niet haalde.
Door het stadsbestuur werd de almanak van Bruhesius als een officieel handboek erkend. Chirurgijnen moesten zich voegen naar de data waarop het toegelaten was patiënten te purgeren, te aderlaten, baden te doen nemen enz. Alle burgers moesten zich eveneens aan de uitgevaardigde regels onderwerpen.
Deze regels, gebaseerd op de astrologie, werden bestreden door een andere Brugse arts, François Rapaert, die de combinatie geneeskunde-astrologie verwierp. Hij slaagde er echter aanvankelijk niet in het onzinnige ervan te doen inzien.
Bruhesius gaf zijn almanak, met stadstoelating, uit in 1548 en 1549. In 1550 publiceerde hij in Antwerpen  een Magnum et perpetuum almanach. In 1551 gaf hij weer een almanak in Brugge uit.
Stilaan haalde Rapaert toch zijn gelijk en vanaf 1555 zag men het einde van de medisch-prognostische almanakken. Dit betekende niet het einde van de almanakken, maar de geneeskundige inhoud verdween en het waren voortaan eerder drukkers die de almanak samenstelden die ze uitgaven.
Het is niet zeker dat Bruhesius na 1552 nog in Brugge verbleef. Hij liet er alleszins niets meer van zich horen.

## Familie
Udeman van Bruhesen was getrouwd met Petronilla Masereel en ze zouden acht kinderen hebben gehad, onder wie Pieter.
Pieter van Bruhesen was getrouwd met Elisabeth de Haen. Zij was de dochter van Koenraad de Haen, edelman van grooten huyse uit Gelderland. Het echtpaar kreeg zes zonen en zes dochters. 

## Publicaties
- De thermarum aquisgranensium viribus (...), Antwerpen, 1555.
- De ratione medendi morbi articularis epistolae duae, in: Henricus Garelius, Consilia variorum de arthritide, Frankfurt, 1592.
- De usu et ratione cauteriorum, in: Henricus Garelius, Consilia variorum de arthritide, Frankfurt, 1592.